# Gran Premio de las Naciones de Motociclismo de 1982
El Gran Premio de las Naciones de Motociclismo de 1982 fue la quinta prueba de la temporada 1982 del Campeonato Mundial de Motociclismo. El Gran Premio se disputó el 30 de mayo de 1982 en el Circuito de Misano.

## Resultados 500cc
En la categoría reina, el italiano Franco Uncini se impuso con claridad por delante de su rival en la general, el estadounidense Kenny Roberts. En el mundial, Uncini y Roberts comparten el liderato, mientras que Barry Sheene no está lejos de ellos.
| Pos.     | Piloto             | Equipo     | Tiempo     | Pts. |
| -------- | ------------------ | ---------- | ---------- | ---- |
| 1        | Franco Uncini      | Suzuki     | 55:29.620  | 15   |
| 2        | Freddie Spencer    | Honda      | +12.720    | 12   |
| 3        | Graeme Crosby      | Yamaha     | +28.870    | 10   |
| 4        | Kenny Roberts      | Yamaha     | +35.400    | 8    |
| 5        | Marco Lucchinelli  | Honda      | +48.560    | 6    |
| 6        | Kork Ballington    | Kawasaki   | +1:07.040  | 5    |
| 7        | Takazumi Katayama  | Honda      | +1:12.320  | 4    |
| 8        | Leandro Becheroni  | Suzuki     | +1:13.410  | 3    |
| 9        | Marc Fontan        | Yamaha     | +1 Vuelta  | 2    |
| 10       | Peter Sjöström     | Suzuki     | +1 Vuelta  | 1    |
| 11       | Raymond Roche      | Suzuki     | +1 Vuelta  |      |
| 12       | Philippe Coulon    | Suzuki     | +1 Vuelta  |      |
| 13       | Franck Gross       | Suzuki     | +1 Vuelta  |      |
| 14       | Fabio Biliotti     | Suzuki     | +1 Vuelta  |      |
| 15       | Lorenzo Ghiselli   | Suzuki     | +2 Vueltas |      |
| 16       | Corrado Tuzii      | Suzuki     | +2 Vueltas |      |
| 17       | Edoardo Elias      | Yamaha     | +2 Vueltas |      |
| 18       | Víctor Palomo      | Suzuki     | +2 Vueltas |      |
| 19       | Giovanni Pelletier | Morbidelli | +2 Vueltas |      |
| 20       | Raffaele Pasqual   | Yamaha     | +3 Vueltas |      |
| Ret      | Reinhold Roth      | Suzuki     | Ret        |      |
| Ret      | Randy Mamola       | Suzuki     | Ret        |      |
| Ret      | Seppo Rossi        | Suzuki     | Ret        |      |
| Ret      | Giulio del Piano   | Suzuki     | Ret        |      |
| Ret      | Sergio Pellandini  | Suzuki     | Ret        |      |
| Ret      | Guido Paci         | Yamaha     | Ret        |      |
| Ret      | Barry Sheene       | Yamaha     | Ret        |      |
| Ret      | Michel Frutschi    | Sanvenero  | Ret        |      |
| Ret      | Andreas Hofmann    | Suzuki     | Ret        |      |
| DNS      | Graziano Rossi     | Yamaha     | DNS        |      |
| Fuentes: |                    |            |            |      |

## Resultados 350cc
El belga de Radiguès consiguió su primer triunfo en el mundial con 3" de ventaja sobre Lavado que pasa a encabezar el campeonato ya que Balde no pudo puntuar.
| Pos.     | Piloto             | Moto       | Tiempo    | Pts. |
| -------- | ------------------ | ---------- | --------- | ---- |
| 1        | Didier de Radiguès | Chevallier | 50:22.11  | 15   |
| 2        | Carlos Lavado      | Yamaha     | +3.06     | 12   |
| 3        | Massimo Matteoni   | Bimota     | +4.82     | 10   |
| 4        | Anton Mang         | Kawasaki   | +10.23    | 8    |
| 5        | Martin Wimmer      | Yamaha     | +43.01    | 6    |
| 6        | Eric Saul          | ELF        | +47.58    | 5    |
| 7        | Gustav Reiner      | Bimota     | +47.70    | 4    |
| 8        | Herbert Hauf       | Kawasaki   | +57.68    | 3    |
| 9        | Jacques Cornu      | Yamaha     | +1:13.20  | 2    |
| 10       | Attilio Riondato   | Bimota     | +1 vuelta | 1    |
| Fuentes: |                    |            |           |      |

## Resultados 250cc
Primer triunfo de la temporada para el alemán Anton Mang, que se acerca al líder del Mundial, el francés Jean-Louis Tournadre, que acabó tercero en este Gran Premio. Tournadre sigue encabezando la general con 17 puntos de diferencia sobre Mang.
| Pos.     | Piloto                 | Moto       | Tiempo    | Pts. |
| -------- | ---------------------- | ---------- | --------- | ---- |
| 1        | Anton Mang             | Kawasaki   | 47:59.670 | 15   |
| 2        | Roland Freymond        | MBA        | +0.950    | 12   |
| 3        | Jean-Louis Tournadre   | Yamaha     | +8.230    | 10   |
| 4        | Antonio Neto           | Yamaha     | +8.930    | 8    |
| 5        | Christian Estrosi      | Pernod     | +9.090    | 6    |
| 6        | Massimo Broccoli       | Yamaha     | +16.550   | 5    |
| 7        | Marcellino Lucchi      | Yamaha     | +33.820   | 4    |
| 8        | Christian Sarron       | Yamaha     | +34.200   | 3    |
| 9        | Jacques Cornu          | Yamaha     | +37.500   | 2    |
| 10       | Pierluigi Conforti     | Kawasaki   | +42.260   | 1    |
| 11       | Jean-François Baldé    | Kawasaki   | +45.980   |      |
| 12       | Pierluigi Aldrovandi   | Yamaha     | +57.100   |      |
| 13       | Bengt Elgh             | Yamaha     | +1:05.850 |      |
| 14       | Jean-Louis Guignabodet | Kawasaki   | +1:08.020 |      |
| 15       | Franco Marcheggiani    | Yamaha     | +1:12.100 |      |
| 16       | Hans Müller            | MBA        |           |      |
| Ret      | Massimo Matteoni       | Yamaha     | Ret       |      |
| Ret      | Didier de Radiguès     | Chevallier | Ret       |      |
| Ret      | Martin Wimmer          | Yamaha     | Ret       |      |
| Ret      | Carlos Lavado          | Yamaha     | Ret       |      |
| Ret      | Jeffrey Sayle          | Armstrong  | Ret       |      |
| Ret      | Paolo Ferretti         | MBA        | Ret       |      |
| Ret      | Maurizio Vitali        | MBA        | Ret       |      |
| Ret      | Iván Palazzese         | MBA        | Ret       |      |
| Ret      | Jacques Bolle          | Yamaha     | Ret       |      |
| Ret      | Donnie Robinson        | Yamaha     | Ret       |      |
| Ret      | Mar Schouten           | MBA        | Ret       |      |
| Ret      | Herbert Hauf           | Yamaha     | Ret       |      |
| Ret      | Toni Garcia            | Rotax      | Ret       |      |
| Ret      | Patrick Fernandez      | Bartol     | Ret       |      |
| Fuentes: |                        |            |           |      |

## Resultados 125cc
El español Ángel Nieto sigue dominando la clasificación y la temporada con la cuarta victoria en cinco Grandes Premios. El abulense suma 75 triunfos en Grandes Premios y está a una victoria de igualar el récord de Mike Hailwood.
| Pos.     | Piloto               | Moto       | Tiempo     | Pts. |
| -------- | -------------------- | ---------- | ---------- | ---- |
| 1        | Ángel Nieto          | Garelli    | 45:14.800  | 15   |
| 2        | Pier Paolo Bianchi   | Sanvenero  | +25.740    | 12   |
| 3        | Ivan Palazzese       | MBA        | +28.310    | 10   |
| 4        | Pierluigi Aldrovandi | MBA        | +30.840    | 8    |
| 5        | Hugo Vignetti        | Sanvenero  | +32.030    | 6    |
| 6        | Hans Müller          | MBA        | +34.380    | 5    |
| 7        | Bruno Kneubühler     | MBA        | +58.180    | 4    |
| 8        | Johnny Wickström     | MBA        | +1:00.940  | 3    |
| 9        | Domenico Brigaglia   | MBA        | +1:01.090  | 2    |
| 10       | Libero Piccirillo    | MBA        | +1:04.190  | 1    |
| 11       | Roberto Ruosi        | MBA        | +1:40.750  |      |
| 12       | Stefano Caracchi     | MBA        | +1 Vuelta  |      |
| 13       | Gerhard Waibel       | Sanvenero  | +1 Vuelta  |      |
| 14       | Matti Kinnunen       | MBA        | +1 Vuelta  |      |
| 15       | Alex Bedford         | MBA        | +1 Vuelta  |      |
| 16       | Jacky Hutteau        | MBA        | +1 Vuelta  |      |
| 17       | Alfred Waibel        | MBA        | +1 Vuelta  |      |
| 18       | Andrés Sánchez       | MBA        | +2 Vueltas |      |
| 19       | Per Larsen           | MBA        | +2 Vueltas |      |
| Ret      | Eugenio Lazzarini    | Garelli    | Ret        |      |
| Ret      | Ricardo Tormo        | Sanvenero  | Ret        |      |
| Ret      | Maurizio Vitali      | MBA        | Ret        |      |
| Ret      | August Auinger       | MBA        | Ret        |      |
| Ret      | Fausto Gresini       | MBA        | Ret        |      |
| Ret      | Jean-Claude Selini   | MBA        | Ret        |      |
| Ret      | Stefan Dörflinger    | Morbidelli | Ret        |      |
| Ret      | Willy Pérez          | MBA        | Ret        |      |
| Ret      | Erich Klein          | MBA        | Ret        |      |
| Ret      | Stefan Dörflinger    | Morbidelli | Ret        |      |
| Ret      | Henk van Kessel      | MBA        | Ret        |      |
| Ret      | Per-Edvard Carlsson  | MBA        | Ret        |      |
| Ret      | Ezio Mischiatti      | MBA        | Ret        |      |
| Fuentes: |                      |            |            |      |

## Resultados 50cc
En la categoría menor cilindrada, La Kreidler de Stefan Dörflinger se mostró muy superior a la Bultaco del vigente campeón Ricardo Tormo y se coloca como líder de la clasificación. El italiano Claudio Lusuardi completó el podio.
| Pos.     | Piloto               | Moto       | Tiempo     | Pts. |
| -------- | -------------------- | ---------- | ---------- | ---- |
| 1        | Stefan Dörflinger    | Kreidler   | 38:39.410  | 15   |
| 2        | Ricardo Tormo        | Bultaco    | +3.390     | 12   |
| 3        | Claudio Lusuardi     | Moto Villa | +48.300    | 10   |
| 4        | Giuseppe Ascareggi   | Minarelli  | +48.940    | 8    |
| 5        | Massimo de Lorenzi   | Minarelli  | +1:34.340  | 6    |
| 6        | Hans-Jürgen Hummel   | Sachs      | +1:36.500  | 5    |
| 7        | Ingo Emmerich        | Kreidler   | +1:36.500  | 4    |
| 8        | Hagen Klein          | Massa Real | +1:43.900  | 3    |
| 9        | Paolo Priori         | Paolucci   | +1 Vuelta  | 2    |
| 10       | Henk van Kessel      | Kreidler   | +1 Vuelta  | 1    |
| 11       | George Looijesteijn  | Kreidler   | +1 Vuelta  |      |
| 12       | Claudio Granata      | Kreidler   | +1 Vuelta  |      |
| 13       | Otto Machinek        | Kreidler   | +1 Vuelta  |      |
| 14       | Chris Baert          | H.H.       | +2 Vueltas |      |
| 15       | Bruno Casadei        | Tomos      | +2 Vueltas |      |
| Ret      | Eugenio Lazzarini    | Garelli    | Ret        |      |
| Ret      | Rainer Kunz          | FKN        | Ret        |      |
| Ret      | Jorge Martínez Aspar | Bultaco    | Ret        |      |
| Ret      | Theo Timmer          | Bultaco    | Ret        |      |
| Ret      | Reiner Scheidhauer   | Kreidler   | Ret        |      |
| Ret      | Yves Dupont          | Kreidler   | Ret        |      |
| Ret      | Rolf Blatter         | Kreidler   | Ret        |      |
| Ret      | Giuliano Gerani      | BBFT       | Ret        |      |
| Ret      | Hans Spaan           | Kreidler   | Ret        |      |
| Ret      | Joaquin Galí         | Bultaco    | Ret        |      |
| Ret      | Mauro Mordenti       | Rossi      | Ret        |      |
| Ret      | Salvatore Milano     | UFO        | Ret        |      |
| Ret      | Gerhard Singer       | Hess       | Ret        |      |
| Ret      | Ramón Galí           | Bultaco    | Ret        |      |
| Ret      | Pascal Kambourian    | Benitaco   | Ret        |      |
| Fuentes: |                      |            |            |      |